# 水曜シアター9
『水曜シアター9』（すいようシアターナイン）は、テレビ東京系列で、2009年4月8日から2010年9月29日まで、毎週水曜日の21:00 - 22:54（JST）に放送されていた日本の映画番組。
2009年度（開始から1年間）は、映画番組枠と2時間ドラマ枠を兼ね合わせていた。

## 概要
「総合ストーリーコンテンツ枠」として発足。1968年2月8日から41年間放送された長寿の映画番組枠『木曜洋画劇場』と同じ時間帯の前番組であるサスペンスやミステリーもののドラマ枠『水曜ミステリー9』の後継番組に当たる。タイトルおよび番組ロゴはほぼ『水曜ミステリー9』を踏襲したもの。『木曜洋画劇場』内では「“映画”が動く!」 というキャッチフレーズを使用し、「木曜夜9時から水曜夜9時へ」という番組宣伝を行っていた。
第1回放送（2009年4月8日放送分）は、ジャッキー・チェンとクリス・タッカーが主演した『ラッシュアワー2』（2001/米）。『水曜ミステリー9』での放送を前提に撮影が行われていたサスペンス作品の放送も不定期に実施され（後述）、2010年4月より映画専用枠に正式移行した（テレビ東京の番組公式サイトにその旨を掲載）。
『いい旅・夢気分』の特番が放送される際、当番組は休止する。
地上波デジタル放送では映画・ドラマ共に16:9のハイビジョン画質で、聴覚障害者向けの字幕放送も実施。2種類の音声（日本語/英語など）が収録されている吹き替え版の洋画作品は、デジタル対応の受信機器に付属しているリモコンで音声の切り替え操作を行うが、「デュアルステレオ方式」の採用により、アナログ方式の「2カ国語放送」では解決できなかった「モノステレオ化」の問題が克服された。サスペンス作品は原則的にステレオ放送となっているが、視覚障害者向けの解説放送が実施されることは無かった。

### 水曜プライムタイムの2時間枠・レギュラー映画番組枠の終了
2010年10月改編により、同年9月29日のドラマ『雪冤』の放送を以って終了（ただし同番組の放送時は最終回という扱いではなく、一ドラマスペシャルという扱いであった。）、9年9カ月にわたるテレビ東京の水曜日の21・22時台の2時間枠が、ミニ番組を挟んで1時間枠ずつの2番組へと分割されることになる（21時台は『料理の怪人』が開始（2011年2月9日で打ち切り）、22時台は『やりすぎコージー』が月曜21時から移動）。これと同時に『木曜洋画劇場』以来42年半続いてきたテレビ東京系列におけるレギュラーの映画番組枠も、一旦廃枠する形となる。映画放送の最終作品（2010年9月22日放送分）はジェット・リーと2代目中村獅童が主演した『SPIRIT』（2006/香港・米）。
2010年10月からは、月曜20・21時台の2時間の単発特別番組枠『月曜プレミア!』が放送されることが決まっており、映画番組枠としてはそちらに移行する形となるが、こちらはバラエティ中心の内容となっており、映画番組は不定期に行われている。

### 水曜プライムタイムの2時間枠の復活
2011年秋の改編で、同年4月から始まった水曜21時台の『シアターGOLD』は9月21日、22時台の『やりすぎコージー』が9月14日をもって打ち切られた。10月5日からは前番組の『水曜ミステリー9』が2年半ぶりに再開することが決定、これにより、テレビ東京の水曜日の21・22時台の2時間枠が1年ぶりに復活した。2015年10月から『水曜エンタ』になった。『水曜エンタ』ではバラエティや映画も放送されているが、『水曜ミステリー9』も『水曜エンタ』の一企画として放送されている。

## ドラマ作品
| 放送日        | タイトル                                                      | 主演       | 原作・原案 | 脚本               | 監督・演出   | 視聴率 |
| ------------- | ------------------------------------------------------------- | ---------- | ---------- | ------------------ | ------------ | ------ |
| 2009年7月1日  | 密会の宿7・北鎌倉不倫殺人旅行                                 | 岡江久美子 | 佐野洋     | 今井詔二           | 和泉聖治     | 6.1%   |
| 2009年7月8日  | 芸者小春姐さん奮闘記6 加賀vs江戸友禅殺人事件                  | 十朱幸代   |            | 峯尾基三           | 吉川一義     | 6.6%   |
| 2009年7月15日 | 女かけこみ寺刑事 大石水穂2                                    | 片平なぎさ |            | 長坂秀佳           | 本橋圭太     | 5.5%   |
| 2009年9月2日  | 信濃のコロンボ傑作選 11・埋もれ火（再放送）                   | 中村梅雀   | 内田康夫   | 佐伯俊道           | 江崎実生     | 7.8%   |
| 2009年9月9日  | 信濃のコロンボ事件ファイル18 越天楽がきこえる                 | 中村梅雀   | 内田康夫   | 佐伯俊道、外間伸子 | 江崎実生     | 7.6%   |
| 2009年9月16日 | 温泉仲居小泉あつ子の事件帳〜南伊豆・湯けむり殺人事件〜        | 菊川怜     |            | 林誠人、田中江里夏 | 位部将人     | 5.5%   |
| 2010年2月17日 | 第28回横溝正史ミステリ大賞テレビ東京賞受賞作品 テネシーワルツ | 高島礼子   | 望月武     | 西岡琢也           | 児玉ヨシヒサ | 6.7%   |
| 2010年3月3日  | 懸賞金〜目撃証言に三千万円を賭けた女〜                        | 竹下景子   |            | 吉澤智子           | 岡屋龍一     | 5.5%   |
| 2010年3月10日 | 鉄道警察官・清村公三郎6 SLニセコ号殺意の汽笛                  | 小林稔侍   | 島田一男   | 松井信幸           | 吉川一義     | 6.7%   |
| 2010年3月17日 | 捜査検事・近松茂道9－安寿と厨子王伝説殺人事件－               | 高橋英樹   | 高木彬光   | 宇山圭子           | 岡屋龍一     | 8.1%   |
| 2010年9月29日 | 第29回横溝正史ミステリ大賞&テレビ東京賞ダブル受賞作品 雪冤    | 橋爪功     | 大門剛明   | 西岡琢也           | 黒澤直輔     | 8.6%   |

旧水曜ミステリー9枠で放送されていたシリーズの続編及び映画枠との統合に伴う混乱で、長期間「お蔵入り」扱いになっていた作品がメインであり、OPのCGアニメーションはバラの花をモチーフにしたデザインに変更されていた（BSジャパンでの時差放送も同様だがタイトルのみ「BSミステリー」に差し替え）。これらのドラマの放送時間は水曜ミステリー9枠と同様22:48分までで、22:48からの6分間は、他曜日の別時間帯で放送されているミニ番組の振替放送や番組宣伝が入った。映画作品との間で放送スケジュールの調整が必要となった結果、劇中の季節感が実際（初回放送時）のそれと大きく食い違うケースも一部の作品で発生していた。
サスペンス作品に関しては今後新規の撮影は原則的に行わない方針であり、2001年1月より8年3ヶ月に渡ってサスペンス作品の時差（再）放送が実施されていたBSジャパンの日曜21時枠も2010年春の改編を機に廃枠、長編紀行番組枠『世界絶景シリーズ』に生まれ変わる（2010年4月 - 2012年3月）。ただし、廃枠後に地上波でドラマSPとして放送された「雪冤」の遅れネットは日曜21時枠で実施されている（2010年10月24日/字幕放送は無し）。

## ネット局

### 同時ネット局（→再放送）
- テレビ東京

「日曜ミステリー」（毎週日曜14:00 - ）：定時放送時代のサスペンス作品（女と愛とミステリー・水曜ミステリー9）を主に再放送。初回放送時のOPはカット扱いとなり、サブタイトル(作品名)がテロップ挿入された数秒間のモーションフリップ(サスペンス番組としての水曜シアター9枠で使用されていたOPアニメーションとメインテーマ曲を切り取り加工したもの)で代替。サブタイトルの表示がOP1回のみとなっている作品(主に旧女と愛とミステリー時代初期のナンバーに多い)についても、このフリップを冒頭に入れる事で「元のOPをカットするとサブタイトルが表示されなくなる」不具合を解決。聴覚障害者向けの字幕放送に加え、初回放送時は実施されていなかった視覚障害者向けの解説放送が重畳される事もある。苦戦が続いているゴールデン帯の番組群とは対照的に、作品によっては初回放送時と比べても遜色ない視聴率を記録する事が珍しくない為、結果的に終日の視聴率でも首位に立つ週が増えている。
「傑作ミステリー」（金曜13:30 - /休止週あり）：日曜日（日曜ミステリー）を除くと、祝祭日のみであったサスペンス作品の再放送（「傑作ミステリー」）を、2011年春の改編を機にレギュラー化。先発の日曜ミステリー枠同様、旧水曜21時枠のサスペンス作品の再放送がメインであるが、改編前より「スペシャル！傑作選」のタイトルで再放送されていた旅・グルメ番組（「土曜スペシャル」など）との交互放送になる。
- テレビ北海道：「午後の指定席」（月 - 金 13:00 - ）
- テレビ愛知：「ワイドドラマシリーズ」（月 - 金 13:00 - ）
- テレビ大阪：「午後のサスペンス」（月 - 金 12:53 - ） / 「土曜サスペンス」（土  14:00 - ）
- テレビせとうち：「午後のランチタイム」（月 - 金 12:00 - ）
- TVQ九州放送：「午後のロードショー」（月 - 金 13:00 - ）

上記5局では、キー局がサスペンスドラマの製作に参入する前より、平日午後（ただし、祝祭日は休止）に、著作権の制作会社への移行で系列外への番組販売が解禁扱いとなった先発局（日本テレビなど）系のサスペンス作品（画角比4:3のSD画質）がベルト放送されていたが、定時放送時代（2001年1月　- 2009年3月）に自系列作品のストック化が進んだ事もあり、現在は最低でも週当たり1 - 2回は水曜21時枠で放映済みの作品（デジタル放送では画角比16:9のHD画質）が再放送される様になっている。
OP（CGアニメーション→サブタイトル及び原作・主な出演者の紹介）とEDロールのレイアウト・挿入位置が、地上波（4:3 SD）とBSジャパン（16:9 HD）の間で統一されていなかった『（水曜）女と愛とミステリー』作品を地上デジタル放送でハイビジョン番組として改めて放送する場合、アナログ帯ではレターボックスに変換される（サイドカット処理を強行するとテロップの欠損が発生する為）。
- 近畿・東海両エリアの県域局（旧枠時代の同時・時差ネット局）

テレビ東京がサスペンスドラマの制作に参入した2001年より、水曜21時からの2時間枠をTXNとの同時放送にしていたびわ湖放送（滋賀県の県域独立局）は、2009年春の『水曜ミステリー9』と『木曜洋画劇場』の統合リニューアルを機に枠を分割。現在は『やりすぎコージー』と『たけしのニッポンのミカタ!』（いずれも時差ネット）を放送している。
旧『水曜ミステリー9（『水曜女と愛とミステリー』時代を含む）』枠のサスペンス作品を遅れネットしていた近畿・東海の県域独立局（3局）の内、三重テレビは『木曜プレミアム傑作選』のタイトルで再放送を実施しているが、テレビ和歌山（TXNより約8ヶ月遅れ）と奈良テレビ（同、半年）は、2009年の春以降、サスペンスドラマの定時放送を中断している。
ただし、2009年12月30日の大原麗子追悼企画「男はつらいよ・噂の寅次郎」のみ、びわ湖放送・奈良テレビ・テレビ和歌山も同時ネットを行った。
また、2010年9月29日の第29回横溝正史ミステリ大賞&テレビ東京賞ダブル受賞作品 「雪冤」も系列局外ではテレビ和歌山のみ同時ネットを行った。

### 過去にネット
- 岐阜放送

TXN系列外ではあるが、前番組『水曜ミステリー9』を同時ネットしていた関係で、リニューアル後も放送を継続していた。独立U局であることと「木曜洋画劇場」をネットしていなかったことを考えれば、異例といえる。なお映画作品によっては未ネット扱いとなり『ぎふチャンシネマ館』のタイトルで別の映画作品を放送する回もあった。2010年3月17日放送分（サスペンスドラマ「捜査検事・近松茂道9」）を最後に同時ネットを打ち切った。

## 時差ネット（サスペンス作品のみ）
- BSジャパン（日曜21:00 - 22:48）

地上波（テレビ東京）・衛星（BSジャパン）両局が共同で制作したサスペンス作品が放送される週に限り、BSジャパンでも4日遅れ（一部を除く）の時差放送が実施されていた。
ただし、洋画作品及び『水曜シアター9』自体の休止に伴う特別番組（『いい旅・夢気分』の放送時間拡大スペシャルを除く）に関しては、権利上の問題により、BSでの放送は見送られ（ただし、ドラマスペシャル「命のバトン　最高の人生の終わり方」及び映画「クリムゾン・リバー2　黙示録の天使たち」に関しては「BSジャパン・シネマクラッシュ」枠での遅れネットを実施）、旧『水曜ミステリー9』（BSミステリー）時代に製作されたサスペンス作品の再放送や別番組への差し替えで対応していた。
BSジャパンの公式サイト・番組情報誌などでは「BSミステリー」（新作）としてリニューアル前の番組タイトルが継続使用されていたが、EPG（電子番組表）では作品名のみの表記となる場合もあった。
オープニングCG・メインテーマ曲は地上波『水曜シアター9』と同一のものを採用（タイトルロゴのみ「BSミステリー」に差し替え）。CM枠が地上波から完全に切り離された結果、作品の新旧に関係なくノンスポンサー番組となっていた（BSジャパンの番組宣伝やACジャパンの啓発広告、通販各社のPTなどで穴埋め）が、2010年2月21日放送分の「テネシーワルツ」のみ日本経済新聞社（BSジャパンの親会社でもある）が一社で番組の提供を実施。
これとは別に週2回（金11:30 - 及び土12:00 - ）、旧枠時代にオンエアされた作品を中心に再放送が実施されていたが、2009年秋の改編で週1回（金11:30 - ）に削減。いずれも、日曜21時枠同様ノンスポンサー番組であった。
なお、幹事局（テレビ東京）とは異なり、再放送であってもOPのカットなどは一切行われず、初回放送時とほぼ同じ状態でオンエアされている。契約上の都合により、初回放送から1年半以上経過した作品はBSジャパンでは原則的に再放送されていなかったが、「テレビ東京ホールディングス」の発足に伴う権利処理手続きの簡素化により、2010年10月以降、旧水曜女と愛とミステリー時代の作品を含めた再放送に変更、本編の冒頭で「この番組は200x年xx月xx日にテレビ東京で放送された作品です」がテロップ表示される様になった。
撮影ストックの放出がほぼ完了した2010年3月末を以って、2001年1月より約8年3ヵ月続いた日曜21時枠でのサスペンスドラマの放送が廃止される事が決定した為、翌4月以降は週1回の再放送（金11:59 - ）のみとなる。
2011年4月1日より再放送枠（毎週金曜日）の名称がこれまでの「BSミステリー（再）」から「傑作ミステリーアワー」に、開始時刻もこれまでより1分遅い12:00にそれぞれ変更される。
- あいテレビ（愛媛県）

週末午後のローカルセールス枠で不定期放送。2009年9月20日に放送開始（ただし、第2作目の「女かけこみ寺刑事2」より）。
平日（月 - 金）14:55からの『ITVドラマセレクション』では引き続きTBS月曜21時枠や日本テレビ系列の旧火曜サスペンス劇場（及びその後継番組であった旧ドラマコンプレックスと旧火曜ドラマゴールド）枠で過去に放送された作品と共に旧枠時代（女と愛とミステリー - ）の作品が再放送されている（いずれもOPは原則的にカット）。
- 広島ホームテレビ

平日午後の「HOMEドラマシティー」枠で、自系列作品（テレビ朝日系列の土曜ワイド劇場）や旧火曜サスペンス劇場をはじめとする他局系作品の再放送の合間を縫う形で不定期に放送。枠の性質上、OPはカット扱いとなる。

## 番組予告
映画での予告は前身の『木曜洋画劇場』の流れを引き継いだ独特の言い回しやフレーズ、ネタに走った吹き替え字幕、声優による個性的なナレーションが使われていた。2010年4月からの終了までの半年間は、正式に映画専門番組へと移行したことから、「完全アクション至上主義」「水曜はテレビで映画」をキャッチコピーとした。
- 『アイ・スパイ』
  - 「悪乗りすれば、結果オーライ!」
  - 「覚悟を決めてエディGO!逆転ちょべりばスパイ・アクション」
  - 「脱PUNダッ!」
  - 「水曜夜（ココ）は戦場だ!」
- 『イレイザー』
  - 「孤立無援…だがそれでいい」
  - 「鬼に金棒＝シュワちゃんにハイテク兵器」
  - 「シュワ知事は実践指導 怒りの野外活動!!」
  - 「超豪快主義（シュワリズム）宣言」
- 『ザ・グリード』
  - 「シェフ自慢のメインディッシュは…デカッ!」
  - 「華やかな"船上"が― 恐怖の"戦場"と化す!」
- 『メン・イン・ブラック』
  - 「宇宙人の事は黒服の公務員　MIBに任せたまへ!」
  - 「仕事も宿題も忘れちゃYeah♪　おもしろSFアクション大作!」
- 『デトネーター』
  - 「ヤバい奴を敵に回した悪党どもに・・・合掌」
  - 「アクション番長復活 問答無用のお礼参り」
  - 「（ラップ調で）コイキなアフロにギョロッとマナコ　あついクチビルファッショナ唇（ビル） セクシー美女と逃走劇（ランナウェ～）　撃ちまくり爆破しまくりウェズリー　助けます守りますスナイプス　視聴者（あなた）に届けたいイカすアクション　つまりはそれがコミュニケーション　水曜シアター9を見YO!　スナイプス死ス?」
- 『インビジブル』
  - 「肉体の《変身》は…精神的《変心》へ!」
  - 「ドス黒い欲望は全裸で充たせ!」
  - 「欲望の闇より現わる《見えません!》悪魔の全裸暴力ストーカー!」
  - 「淫靡視（インビジ）ぶるマンめ…なんてコトを!」
  - 「火炎放射は《愛》じゃねェッ!」
- 『コラテラル・ダメージ』
  - 「我々テロリストは《敵》じゃない《トモダチ》だよ!」
  - 「シュワ、テロリストを激叱るッ!」
  - 「怪獣（シュワ）だ～!怪獣（シュワ）が出たぞ～!」
  - 「シュワルツェネッガー、テロリストに壊滅的打撃ッ（おしおき）!」
- 『エグゼクティブ・デシジョン』
  - 「黙れ!逆境が何だッ!」
  - 「臆病者は空（ココ）から落下（かえ）れッ!」
- 『アサルト13 要塞警察』
  - 「明けたら正月!死んだら地獄!」
  - 「一か八かのサバイバル、試してみるかい？」
- 『フルスピード 悪魔のフル・チューン』
  - 「遂にドイツが"本気"を出した!!」
  - 「その車、訳あって停車禁止。」
  - 「地上波初暴走!!!!」
  - 「ゲルマン魂が加速する!」
- 『死の標的』
  - 「この男に触れたら最期!」
  - 「悪党共が乱れ舞う!!今夜はダン《死》ング・オールナイト!!」
  - 「ポイ捨て厳禁!!悪漢（空缶）は、くずかごに!!」
- 『バッドボーイズ2バッド』
  - 「製作費100億円の圧倒的破壊力（バカ騒ぎ）!!」
  - 「映画は、金がかかってりゃいいって時もある。」
  - 「人が飛ぶ!!車が飛ぶ!!不景気もブッ飛ぶ!!」
- 『アナコンダ2 ボルネオ島の迷宮』
  - 「なんてこった!アナコンダ!」
  - 「そのデカさ…スーパー蛇（ヘビー）級!!」
  - 「バラエティの海外ロケより過酷な現実がここにある!」
  - 「水曜シアター探検隊（ナイン）を襲う巨大生物"穴恨蛇"（アナコンダ）の恐怖!」
  - 「大自然をナメるな!!」
  - 「ボルネオにはもっと恐ろしい《蛇悪》な奴がウヨウヨいる!」
  - 「信ジラレナイ ナンダコレッ!!」
  - 「ヘビが怖くてパスタが食えるか!」
  - 「人間どもよ 長いものには巻かれろ…」
- 『WHO AM I?』
  - 「記憶を失くしたジャッキーが危機一髪＝危機百発!」
  - 「聖林(ハリウッド)よ覚えておけ!成龍(ジャッキー)さんの殺陣(アクション)は…世界イチィィィィィィッ!」
  - 「ジャッキー!後ろ!後ろ!」
- 『沈黙の追撃』
  - 「沈黙を破った人類最強の男」
  - 「悪徳企業に目覚めの喝」
  - 「奴にとっては軍も国家も関係ねぇ」
  - 「男は黙って鉄拳制裁」
  - 「見ないとお仕置き」
- 『少林サッカー』
  - 「奇人、変人でも達人!」
  - 「顔もすげぇが、技もすげぇ!!」
  - 「くだらなさの中にも感動はある!!」
  - 「頑張れ!日本の!!」
- 『沈黙の戦艦』
  - 「女将さ～ん、セガールおかわり!（沈黙セガール丼おかわり!）」
  - 「未曽有の危機に最強料理人（コック）、暴×力×解×禁!」
  - 「《沈黙》シリーズ 究極の逸品登場!」
  - 「これが究極の沈黙レシピ」
  - 「不死身の破壊王 スティーヴン・セガール」
  - 「宇宙の燻し銀 トミー・リー・ジョーンズ」
- 『プレデター』（ナレーション：玄田哲章）
  - 「7月7日は七夕の日。日本では短冊に願い事を書くそうだが、俺（アーノルド・シュワルツェネッガー）だったら…『打倒!プレデター!（プレデターに勝てますように）』」
  - 「宇宙で一番強いのは、この俺だ!!」
  - 「タナバターは、プレデター!」
  - 「百戦錬磨のコマンドー部隊にかつてない危機が迫る!!」
  - 「シュワ×宇宙外来種 宇宙最強を決める頂上決戦!!」
- 『沈黙の聖戦』
  - 「その強さ どうかしてるぜ!」
  - 「セガール拳×カンフーアクション」
  - 「セガールには、アジアが似合う」
- 『ネバー・サレンダー 肉弾凶器』
  - 「全米No.1レスラー、ジョン・シナ!こいつのボデーはまさにウェポン!」
  - 「↑JOHN」
  - 「愛と正義のパンプアップ・アクション!」
  - 「肉・肉・弾・弾・肉・弾・弾!」
- 『エネミー・オブ・アメリカ』
  - 「国家は俺を殺すのか…? フザケルナッ!!」
- 『ワイルド・トランスポーター 悪女の罠』
  - 「飛ぶ!!落ちる!!転がる!!」
  - 「全編レッドゾーン!!」
  - 「本場アウトバーンの国からきたぶっちぎりカーアクション!!」
  - 「まだ転がる…」
- 『SPIRIT』
  - 「いやあ水曜シアター9が終わっちゃうってほんとっすか?結構ラインナップ好きだったんだけどなあ、予告も面白かったし。いやあ木曜洋画の頃からファンでしたよほんとに。いやあちょ～っと淋しいっすねえ。でもまあこれまで楽しませてくれて、ほんとありがとうございました。で最後の映画は?あ、これですね!」
  - 「水曜シアター9、最後の映画。」
  - 「さらばだ」

## 主な企画
特別企画 永遠のマドンナ大原麗子さん
- 2009年8月に死去した大原麗子への追悼の意を表し、2009年12月30日に彼女の出演作「男はつらいよ 噂の寅次郎」が放送された。なおこの回のみナビゲーターで徳光和夫が出演。

追悼・森繁久彌さん名作ドラマをもう一度
- 前日に死去した森繁久彌を追悼し、2009年11月11日の放送内容を差し替え、主演作「おじいさんの台所」を再放送した。

盛夏成龍祭（真夏のジャッキー祭2010）
- 2010年8月11日・18日の2週に亘りジャッキー・チェン主演作品を2本放送した。ラインナップは『香港国際警察/NEW POLICE STORY』と『プロジェクトBB』（地上波初）の2作品。
- 予告では「木曜洋画」の時と同じく「ポリスストーリー」の主題歌のイントロに「ジャ ジャッキー ジャッキー チェ チェ チェン」とかぶせて歌う演出が付けられた。

## スタッフ
- プロデューサー：五十嵐智之、進藤幸子、多田浩行
- 製作協力：ブロードメディア・スタジオ、HALF H・P STUDIOほか
- 予告編ナレーション：山寺宏一、大塚芳忠、立木文彦、内海賢二、千葉繁、磯部勉、玄田哲章、東地宏樹、鈴木英一郎ほか

## エンディングテーマ（ドラマ放送時のみ）
リニューアルを機に番組単位のEDテーマ曲は廃止され、作品毎に異なるインストゥルメンタル曲が採用される様になったが、オンエアが当初の予定より1年以上遅れた作品（「密会の宿7」・「懸賞金」・「鉄道警察官6」など）に関しては、今井美樹歌唱の「足跡」（旧枠最後のEDテーマ曲）が継続使用されている。